# 굴리엘모 비카리오
굴리엘모 비카리오(이탈리아어: Guglielmo Vicario, 1996년 10월 7일~)는 이탈리아의 축구 선수로 포지션은 골키퍼이다. 현재 프리미어리그의 토트넘 홋스퍼 FC와 이탈리아 축구 국가대표팀에서 활동하고 있다.
우디네세 칼초에서 프로 선수 경력을 시작했지만 우디네세에서 데뷔전을 치르지 않았고 ASD 코무날레 폰타나프레다에서 프로 데뷔전을 가졌다. 그는 2016년 우디네세에서 베네치아 FC로 이적했고 베네치아에서 2019년까지 활동했다. 이후 2019년 베네치아에서 칼리아리 칼초로 이적했고 2019년 AC 페루자 칼초로, 2021년 엠폴리 FC로 임대를 갔다. 2022년 칼리아리에서 엠폴리로 이적해 한 시즌 동안 활동했고 2023년 엠폴리에서 토트넘 홋스퍼 FC로 이적했다.

## 구단 경력
2017년 3월 5일, 비카리오는 베네치아에서 테라모와의 세리에 C 경기에서 데뷔전을 치렀다.

### 칼리아리
2019년 7월 17일, 그는 칼리아리와 5년 계약을 맺었다. 2019년 7월 25일, 그는 페루자로 1시즌 임대되었다.

### 엠폴리
2021년 7월 9일, 그는 완전 영입 옵션과 함께 엠폴리로 임대 이적하였다. 2022년 6월 18일, 엠폴리는 완전 영입 옵션을 발동하였다. 2023년 2월 4일, 비카리오는 로마와의 리그 경기에서 3연속 선방을 기록했으며, 패배했음에도 불구하고 그의 연속 선방은 많은 관중의 박수 갈채를 받았다.

### 토트넘 홋스퍼
2023년 6월 27일, 토트넘 홋스퍼는 비카리오와 5년 계약을 체결했다고 발표했다. 8월 13일, 비카리오는 브렌트퍼드와의 프리미어리그 2023-24 개막전 원정 경기에서 토트넘 홋스퍼 소속으로 데뷔전을 치렀다. 2023년 8월 19일, 비카리오는 2-0으로 이긴 맨체스터 유나이티드와의 경기에서 토트넘에서의 첫 클린시트를 기록했다.
2024년 7월 22일, 비카리오는 등번호를 13번에서 1번으로 교체했다.
부상으로 약 3개월간 결장한 비카리오는 2025년 2월 16일, 맨체스터 유나이티드와의 홈경기에서 복귀하여 1-0 무실점 승리를 기록하였다.

## 국가대표팀 경력
2022년 9월 17일, 로베르토 만치니 감독이 잉글랜드와 헝가리와의 UEFA 네이션스리그 경기를 위해 비카리오를 차출하면서 이탈리아 축구 국가대표팀에 처음으로 소집받았다.

## 수상 내역
토트넘 홋스퍼
- UEFA 유로파리그: 2024–25[12]

베네치아
- 세리에 C/세리에 C1: 2016–17
- 코파 이탈리아 레가 프로: 2016–17

이탈리아
- UEFA 네이션스리그 3위: 2022–23